# Грегорі Нельсон
Гре́горі Не́льсон (нід. Gregory Nelson; нар. 31 січня 1988, Амстердам, Нідерланди) — нідерландський футболіст, півзахисник бахрейнського «Аль-Мухаррак».

## Кар'єра
Вихованець футбольного клубу АЗ.
В чемпіонаті Нідерландів дебютував 30 вересня 2007 року в матчі проти «Хераклеса» з Алмело, проте до основної команди не пробився і виступав за дубль.
У червні 2009 року був орендований «Розендалем», де став основним гравцем. Через це в січні 2010 року розендальський клуб скористався опцією викупу гравця.
У червні 2010 року перейшов в софійський ЦСКА, в якому також став основним гравцем. У складі команди 2011 року виграв Кубок та Суперкубок Болгарії.
У січні 2012 року підписав контракт на три з половиною роки з донецьким «Металургом», в якому теж відразу став основним півзахисником і провів наступні три з половиною сезони, поки влітку 2015 року донецький клуб не був розформований.
9 жовтня 2015 року Грегорі Нельсон повернувся в Болгарію і підписав контракт до кінця сезону з «Ботевом» (Пловдив).

## Досягнення
- Володар Кубка Болгарії (1):

ЦСКА (Софія): 2011
- Володар Суперкубка Болгарії (1):

ЦСКА (Софія): 2011